# Úmyslovice
Úmyslovice (deutsch Aumislowitz) ist eine Gemeinde in Tschechien. Sie liegt zehn Kilometer nordöstlich von Nymburk und gehört zum Okres Nymburk.

## Geographie

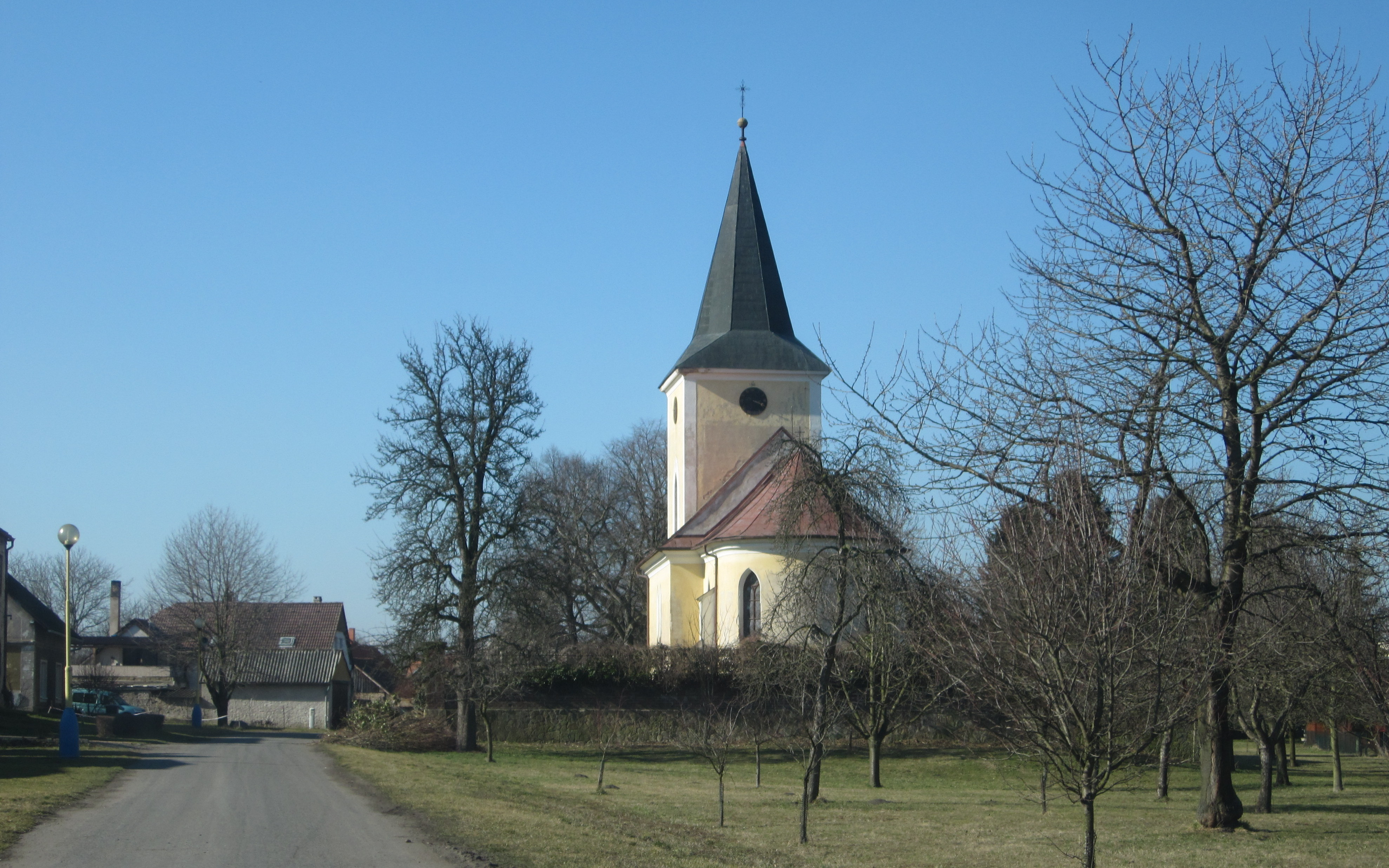
Kirche St. Leonhard

Úmyslovice befindet sich auf einer Anhöhe rechtsseitig der Blatnice auf der Ostböhmischen Tafel. Südlich des Dorfes liegen die Blatowiesen. Östlich führt die Staatsstraße 32 zwischen Poděbrady und Jičín vorbei.
Nachbarorte sind Černá Hora im Norden, Činěves und Velenice im Nordosten, Podmoky im Osten, Senice im Südosten, Ostrov und Blato im Süden, Kouty im Südwesten, Rašovice im Westen sowie Netřebice, Šumbor und Vestec im Nordwesten.

## Geschichte
Bodenfunde belegen, dass das Gebiet des Dorfes bereits im 3. und 2. Jahrhundert besiedelt war. Auf der Anhöhe südlich des Dorfes wurde bei der Anlagung einer Lehmgrube ein Urnengräberfeld gefunden. Weitere Knochenfunde in 40–50 cm Tiefe erfolgten 1926 beim Bau der Straße nach Podmoky.
Erstmals schriftlich erwähnt wurde der Ort 1291 im Lehnbuch der Herrschaft Poděbrady. Seit 1402 ist ein Pfarrer nachweisbar. Während der Hussitenkriege wurde das Dorf zerstört und danach wieder aufgebaut. Um 1450 ließ der Besitzer der Herrschaft, Georg von Podiebrad, den Sánský kanál als Wasserzuführung für die Podiebrader Fischteiche anlegen, wodurch südlich von Úmyslovice mit dem Bláto der größte Teich Böhmens entstand. Westlich befand sich der 558.302 m² große Teich Šumbor und am nördlichen Ortsrand der Oumyslovicer Teich. Um den Besuch des Königs im Jahre 1461 und einen dabei unternommenen Ausflug zum Bláto entstanden später mehrere Legenden; eine davon besagt, dass Georg von Podiebrad dabei das Dorf Úmyslovice gegründet haben soll.
Im Jahre 1553 bestand Oumyslovice aus neun Anwesen. 1576 begann die Vergrößerung des Oumyslovicer Teiches auf die ganze Senke zwischen Oumyslovice, Netřebice und Činěves sowie die Anlegung eines Seitenkanals aus dem Sánský kanál bei Odřepsy. Für den Teichbau ließ Rudolf II. 15 der Dorota Křinecký gehörige Anwesen enteignen, der nur ihr Herrenhof verblieb. 1586 war der Teichbau vollendet. Ab 1642 war der aus sechs Bauern und drei Beisassen bestehende Ort Oumyslovice eines der Schulzendörfer der Herrschaft Podiebrad, zu deren Bezirk auch Netřebice, Kouty, Velenice und Činěves gehörten. Zum Ende des Dreißigjährigen Krieges brannten die Schweden das Dorf nieder. Oumyslovice blieb danach lange wüst und die Pfarre erlosch. Nach dem Wiederaufbau des Ortes war Oumyslovice zunächst nach Poděbrady und ab 1714 nach Činěves gepfarrt. 1777 entstand im Zuge der Raabisation das Dorf Laubenthal.
1787 erfolgte die Instandsetzung der Kirche, die ab dieser Zeit den Status einer Lokalie bekam. Im selben Jahre wurden der Oumyslovicer Teich und der Šumbor trockengelegt und die Flächen verpachtet.
Nach der Aufhebung der Patrimonialherrschaften bildete Aumyslovice ab 1850 eine Gemeinde im Bezirk Poděbrady. Zwischen 1855 und 1856 entstand nordwestlich des Dorfes der Hof Šumbor. 1858 wurde die Pfarre wieder eingerichtet. Den Hof Šumbor kaufte 1883 der Zuckerfabrikant Wiesner aus Libice. Im Jahre 1909 wurde der neue Friedhof angelegt. Zum 1. Januar 1961 kam Úmyslovice zum Okres Nymburk, zugleich erfolgte die Eingemeindung von Ostrov mit Blato. Zwischen 1980 und 1990 waren auch Kouty und Netřebice eingemeindet.

## Gemeindegliederung
Die Gemeinde Úmyslovice besteht aus den Ortsteilen Ostrov (Laubenthal) und Úmyslovice (Aumislowitz) sowie der Einschicht Blato.

## Sehenswürdigkeiten
- Kirche St. Leonhard, das aus Pläner und Ziegeln errichtet Bauwerk entstand 1729 bis 1732 anstelle eines wüsten Vorgängerbaus. 1819 erhielt sie eine Orgel und 1858 wurde sie zur Pfarrkirche erhoben. Auf dem alten Friedhof an der Kirche befindet sich die Grabstätte des 1813 in Schabata verstorbenen französischen Stenographen Jean Coulon de Thévenot.
- barocke Statue in Ostrov

## Söhne und Töchter der Gemeinde
- Alén Diviš (1900–1956), Maler und Illustrator, geboren in Blato